# شاه زردپوش
شاه زردپوش (به انگلیسی: The King in Yellow) کتابی متشکل از چندین داستان کوتاه به قلم رابرت ویلیام چمبرز است که برای اولین بار در سال ۱۸۹۵ توسط انتشاراتِ اف. تنیسون نیلی منتشر شد. نیمه ابتدایی کتاب دارای داستان‌هایی با ادبیات ژرف و خارج از بعد منطق است و اس. تی. جوشی آن را اثری کلاسیک در زمینه ادبیات فراهنجار توصیف می‌کند. این کتاب از ۱۰ داستان کوتاه تشکیل شده است که دارای پس‌زمینه ترس، جنون و تراژدی هستند؛ که این داستان‌ها از یک ژانر و ادبیات یکسان برخوردار نیستند و ۵ داستان ابتدایی کتاب با ادبیات انحطاط و فراهنجار نگاشته شده‌اند و با یکدیگر مرتبط هستند اما نیمه دوم کتاب بیشتر با محوریت عشق و می‌گساری و وقایعی مثل جنگ فرانسه و پروس و محاصره پاریس پیش می‌رود.